# Geoglossum cookeanum
Geoglossum cookeanum är en svampart som beskrevs av Nannf. 1942. Geoglossum cookeanum ingår i släktet Geoglossum och familjen Geoglossaceae.   Inga underarter finns listade i Catalogue of Life.